# Pravind Jugnauth
Pravind Jugnauth (Vacoas-Phoenix, 25 dicembre 1961) è un politico mauriziano, ex Primo ministro delle Mauritius dal 2017 al 2024.

## Biografia
Suo padre Anerood Jugnauth è stato sia Presidente di Mauritius sia Primo ministro.